# Марко Ріхтер
Марко Ріхтер (нім. Marco Richter, нар. 24 листопада 1997, Фрідберг) — німецький футболіст, нападник клубу «Майнц 05». На умовах оренди грає за «Гамбург».
Виступав, зокрема, за клуби «Аугсбург» та «Герта» (Берлін), а також молодіжну збірну Німеччини.

## Клубна кар'єра
Народився 24 листопада 1997 року в місті Фрідберг. Вихованець юнацьких команд футбольних клубів «Рід», «Баварія» та «Аугсбург».
У дорослому футболі дебютував 2015 року виступами за другу команду «Аугсбурга», в якій провів три сезони, взявши участь у 60 матчах чемпіонату. Був одним з головних бомбардирів команди, маючи середню результативність на рівні 0,67 голу за гру першості.
До основного складу «Аугсбурга» приєднався 2017 року. Станом на 17 червня 2019 року відіграв за аугсбурзький клуб 37 матчів в національному чемпіонаті.

## Виступи за збірні
2017 року залучався до складу молодіжної збірної Німеччини. На молодіжному рівні зіграв в одному офіційному матчі за збірну Німеччини U-20 і 8 матчів за U-21. Учасник молодіжного чемпіонату Європи 2019

## Статистика виступів

### Статистика клубних виступів
| Сезон             | Команда           | Чемпіонат         | Чемпіонат | Чемпіонат | Національний кубок | Національний кубок | Національний кубок | Континентальні кубки | Континентальні кубки | Континентальні кубки | Інші змагання | Інші змагання | Інші змагання | Усього | Усього | Усього |
| Сезон             | Команда           | Ліга              | Ігор      | Голів     | Ліга               | Ігор               | Голів              | Ліга                 | Ігор                 | Голів                | Ліга          | Ігор          | Голів         | Ігор   | Голів  |        |
| ----------------- | ----------------- | ----------------- | --------- | --------- | ------------------ | ------------------ | ------------------ | -------------------- | -------------------- | -------------------- | ------------- | ------------- | ------------- | ------ | ------ | ------ |
| 2014–15           | «Аугсбург II»     | Регіоналліга      | 1         | 1         |                    | -                  | -                  |                      | -                    | -                    |               | -             | -             | 1      | 1      |        |
| 2015–16           | «Аугсбург II»     | Регіоналліга      | 18        | 7         |                    | -                  | -                  |                      | -                    | -                    |               | -             | -             | 18     | 7      |        |
| 2016–17           | «Аугсбург II»     | Регіоналліга      | 27        | 23        |                    | -                  | -                  |                      | -                    | -                    |               | -             | -             | 27     | 23     |        |
| 2017–18           | «Аугсбург II»     | Регіоналліга      | 14        | 9         |                    | -                  | -                  |                      | -                    | -                    |               | -             | -             | 14     | 9      |        |
| 2017–18           | «Аугсбург»        | Бундесліга        | 12        | 1         | Кубок              | 0                  | 0                  |                      | -                    | -                    |               | -             | -             | 12     | 1      |        |
| 2018–19           | «Аугсбург»        | Бундесліга        | 25        | 4         |                    | 4                  | 1                  |                      | -                    | -                    |               | -             | -             | 29     | 5      |        |
| 2019–20           | «Аугсбург»        | Бундесліга        | 31        | 4         |                    | 1                  | 0                  |                      | -                    | -                    |               | -             | -             | 32     | 4      |        |
| 2020–21           | «Аугсбург»        | Регіоналліга      | 1         | 1         |                    | -                  | -                  |                      | -                    | -                    |               | -             | -             | 1      | 1      |        |
| 2020–21           | «Аугсбург»        | Бундесліга        | 29        | 3         |                    | -                  | -                  |                      | -                    | -                    |               | -             | -             | 29     | 3      |        |
| Усього за кар'єру | Усього за кар'єру | Усього за кар'єру | 158       | 53        |                    | 5                  | 1                  |                      | -                    | -                    |               | -             | -             | 163    | 54     |        |